# Świerklaniec
Świerklaniec is een dorp in de Poolse woiwodschap Silezië. De plaats maakt deel uit van de gemeente Świerklaniec en telt 3600 inwoners.

## Bekende personen

### Geboren
- Tomasz Wylenzek (9 januari 1983), Duits kanovaarder

### Overleden
- La Païva (Esther Lachman) (1819-1884), courtisane